# Front Mission Evolved
Front Mission Evolved est un jeu vidéo de simulation et de tir à la troisième personne développé par Double Helix Games et édité par Square Enix, sorti en 2010 sur Windows, PlayStation 3 et Xbox 360.

## Accueil
- GameSpot : 5,5/10[1]
- IGN : 6/10[2]
- Jeuxvideo.com : 10/20[3]
- PC Gamer : 78 %[4]